# Autonomie Liberté Démocratie
Autonomie Liberté Démocratie (en italien, Alleanza Autonomista e Progressista ou Alleanza Democratica Progressista ou encore Alleanza del Galletto) est une ancienne coalition de centre gauche, alliée à l'Union, constituée à l'occasion des élections générales de 2006 au sein du collège uninominal de la Vallée d'Aoste, et à nouveau présente à celles de 2008.

## Création
Autonomie Liberté Démocratie est formée en vue des élections  générales italiennes de 2006 par les partis autonomistes Renouveau valdôtain, Vallée d'Aoste Vive et Alé Vallée (plus tard fusionné avec le Parti démocrate), ainsi que le Comité de Valdôtains (au sein de L'Arc-en-ciel - Vallée d'Aoste) et par des partis de centre-gauche, la Gauche valdôtaine, La Marguerite (toutes deux fusionnées par la suite dans le Parti démocrate), l'Italie des valeurs, les Verts alternatifs, la Gauche alternative Vallée d'Aoste (au sein de L'Arc-en-ciel - Vallée d'Aoste), Rose au poing, le Parti populaire valdôtain, Refondation communiste et l'Association Loris Fortuna. En 2008, ils sont en outre rejoints par les Communistes italiens et la Gauche démocrate (au sein de L'Arc-en-ciel).

## Élections générales de 2006
En 2006, cette liste parvient à faire élire ses deux représentants, Robert Nicco comme député et Charles Perrin comme sénateur, en obtenant respectivement 43,4 % et 44,2 %. Cette victoire est encore plus importante en raison du fait qu'elle est complètement inattendue, face à la coalition Vallée d'Aoste Autonomie Progrès Fédéralisme, formée par l'Union valdôtaine, la Fédération autonomiste et Stella alpina, et à leurs candidats Marc Viérin et Auguste Rollandin, sénateur sortant.
Robert Nicco adhère à la composante Minorités linguistiques dans le groupe mixte de la Chambre des députés tandis que Charles Perrin rejoint le groupe Pour les autonomies au Sénat.

## Élections générales et régionales de 2008
Les deux représentants sont candidats à un nouveau mandat lors des élections générales de 2008. Charles Perrin est battu par Antoine Fosson, de la coalition Vallée d'Aoste Autonomie Progrès Fédéralisme, tandis que Robert Nicco est lui réélu avec 39,12 % des voix, contre 37,84 % pour Ego Perron.
Lors des élections régionales, la coalition totalise 27,4 % des voix et obtient 8 sièges au Conseil de la Vallée d'Aoste.

## Élections européennes de 2009
L'alliance du coq se présente aux européennes des 6 et 7 juin 2009, avec l'appellation Autonomie Liberté Démocratie en Europe - Communauté alpine. Elle est formée par Vallée d'Aoste Vive, Renouveau valdôtain, Verts valdôtains, Italie des valeurs et Association Loris Fortuna (allié au niveau national à l'Italie des valeurs). Elle obtient 27 086 voix (soit 0,08 % sur base nationale, 0,31 % dans la circonscription nord-occidentale), dont 10 320 dans la Vallée d'Aoste (soit 18,5 %) et aucun élu.
En février 2010, Renouveau valdôtain, Vallée d'Aoste Vive et les Verts alternatifs fusionnent au sein d'un parti appelé lui aussi Autonomie Liberté Démocratie. En mars 2011, il devient Autonomie Liberté Participation Écologie (ALPE).